# Danh sách bài hát thu âm bởi Destiny's Child
Danh sách tuyển tập này gồm những bài hát được phát hành chính thức và những bài hát bị rò rỉ, trình bày bởi nhóm nhạc nữ R&B-Pop người Mỹ Destiny's Child.

## Những bài hát được phát hành

### 1997
- "Killing Time" — 5:09
- "No, No, No (Part 1)" — 3:59
- "No, No, No (Part 2)"1 (cùng Wyclef Jean) — 3:30

### 1998
- "Birthday" — 5:15
- "Bridges" — 4:05
- "Get on the Bus" (cùng Timbaland) — 4:44
- "Illusion" (cùng Wyclef Jean & Pras) — 3:53
- "Illusions" (Destiny Club Mix)1 - 8:05
- "Know That" — 4:25
- "My Time Has Come" (Gửi tặng đến Andretta Tillman) — 4:25
- "once a Fool" (cùng William Floyd) — 3:23
- "Sail on" — 4:06
- "Second Nature" — 5:10
- "Show Me The Way" — 4:20
- "Tell Me" — 4:47
- "You're the only one" — 3:23
- "With Me (Part 1)" (cùng Jermaine Dupri) — 3:26
- "With Me (Part 2)"1 (cùng Master P) — 4:16

### 1999
- "Bills, Bills, Bills" — 4:16
- "Bills, Bills, Bills" (Maurice's Xclusive Livegig Mix)1 — 7:34
- "Bug a Boo" — 3:31
- "Bug a Boo" (Refugee Camp Remix)1 (cùng Wyclef Jean) — 4:02
- "Bug A Boo" (Maurice's Xclusive "Bug A Boo" Club Mix)1 — 8:08
- "Can't Help Myself" — 4:53
- "Confessions" (cùng Missy Elliott) — 4:57
- "Hey Ladies" — 4:16
- "I Can't Go For That" (Bills, Bills, Bills Trackmasters Remix) (cùng Sporty Thievz & Jazz-Ming) — 3:57
- "If You Leave" (cùng Next) — 4:35
- "Mở đầu (The Writing's on the Wall)" — 2:05
- "Jumpin', Jumpin'" — 3:47
- "No More Rainy Days" —
- "Now That She's Gone" — 5:35
- "Kết thúc" (Amazing Grace... Gửi tặng đến Andretta Tillman) — 2:38
- "Say My Name" — 4:28
- "Say My Name" (Timbaland Remix)1 (cùng Static Major & Timbaland) — 5:02
- "Say My Name" (Maurice's Last Days Of Disco Millennium Mix)1 — 7:35
- "She Can't Love You" — 4:04
- "So Good" — 3:13
- "So Good" (Maurice's Soul Remix)1 — 7:35
- "Stay" — 4:51
- "Stimulate Me" (cùng Mocha) — 4:13
- "Sweet Sixteen" — 4:12
- "Temptation" — 4:05
- "Where'd You Go" — 4:15

### 2000
- "8 Days of Christmas" — 3:32
- "Dot" —
- "Have Your Way" (Beyoncé và Kelly từ Destiny's Child)[1] — 4:01
- "Independent Women" (Part 1) — 3:41
- "Independent Women" (Part 2)1 — 3:46
- "Independent Women" (Maurice's Radio Mix)1 — 3:54
- "Jumpin', Jumpin'" (Azza's Remix)1 — 5:15
- "Jumpin', Jumpin'" (Maurice's Radio Mix)1 — 4:05
- "Jumpin', Jumpin'" (Phiên bản WNBA)[2]1 —
- "Perfect Man" — 3:41
- "Upside Down" (Trực tiếp từ "VH1 Divas 2000: Tưởng nhớ đến Diana Ross") — 4:09

### 2001
- "Liên khúc nhạc Giáng sinh của 'DC'" — 3:59

1. "Jingle Bells"
2. "Santa Claus Is Coming to Town"
3. "Frosty the Snowman"
4. "Holly Jolly Christmas"
5. "Deck the Halls"
6. "Here Comes Santa Claus"

- "Apple Pie à la Mode" — 2:59
- "Bootylicious" — 3:28
- "Bootylicious" (Phiên bản của Love: Destiny)1 — 3:25
- "Bootylicious" (Rockwilder Remix)1 (cùng Missy Elliott) — 4:12
- "Brown Eyes" — 4:49
- "Dance with Me" — 3:43
- "Dangerously in Love" — 4:53
- "Do You Hear What I Hear?" (cùng Kelly Rowland) — 3:47
- "Emotion" — 3:56
- "Emotion" (Maurice's Nu Soul Mix)1 — 7:55
- "Fancy" — 4:18
- "Gospel Medley" (Gửi tặng đến Andretta Tillman) — 3:25

1. "You've Been So Good"
2. "Now Behold the Lamb"
3. "Jesus Loves Me"
4. "Total Praise"

- "Happy Face" — 4:20
- "Jumpin', Jumpin'" (Disney Party Mix)1 (cùng Solange Knowles) — 3:40
- "Little Drummer Boy" (cùng Solange Knowles) — 3:36
- "My Heart Still Beats" (cùng Beyoncé Knowles) — 4:08
- "My Song" — 4:02
- "Nasty Girl" — 4:18
- "O Holy Night" (cùng Michelle Williams) — 4:25
- "Opera of the Bells" — 4:35
- "Kết thúc (DC-3) Cảm ơn" — 4:03
- "Platinum Bells" — 1:27
- "Proud Family" (Solange cùng Destiny's Child) — 2:17
- "Sexy Daddy" — 4:07
- "Silent Night" (cùng Beyoncé Knowles) — 3:41
- "Spread a Little Love on Christmas Day" — 3:42
- "Survivor" — 4:14
- "Survivor" (Maurice's Soul Mix)1 —
- "The Story of Beauty" — 3:32
- "This Christmas" — 3:38
- "White Christmas" — 1:43
- "Winter Paradise" — 3:36

### 2002
- "Emotion" (The Neptunes Remix)1 — 4:15

### 2003
- "I Know" —

### 2004
- "2 Step" — 3:24
- "Bad Habit" — 3:55
- "Cater 2 U" — 4:07
- "Free" — 4:52
- "Game Over" — 4:03
- "Girl" — 3:44
- "Got's My Own" — 3:59
- "Home For The Holidays" — 3:10
- "If" — 4:16
- "Is She the Reason" — 4:47
- "Lose My Breath" — 4:02
- "Love" — 4:32
- "Rudolph the Red-Nosed Reindeer" — 2:31
- "Soldier" (cùng T.I. & Lil Wayne) — 5:26
- "T-Shirt" — 4:40
- "Through With Love" — 3:36
- "Why You Actin'" — 4:29

### 2005
- "Feel the Same Way I Do" — 4:06
- "Stand Up for Love" (Bài hát chủ đề của Ngày Quốc tế Trẻ em năm 2005)" — 4:45

Ghi chú
- 1 Những bài hát phối lại này gồm phần giọng được thu mới

## Những bài hát khác

### Bài hát hợp tác
1997 trong Blood Money của Lil' O
- "Can't Stop" (Lil' O cùng Destiny's Child) —

1998 trong Charge It 2 da Game của Silkk the Shocker
- "Just Be Straight with Me" (Silkk the Shocker cùng Master P & Destiny's Child) — 4:21

1998 trong Say Who của Matthew Marsden
- "She's Gone" (Matthew Marsden cùng Destiny's Child) —

1999 trong Sweet Kisses của Jessica Simpson
- "Woman in Me" (Jessica Simpson cùng Destiny's Child) —

1999 trong Power of the Dollar của 50 Cent
- "Thug Love" (50 Cent cùng Destiny's Child) — 3:16

2000 trong Thankful của Mary Mary
- "Good to Me" (Mary Mary cùng Destiny's Child) —

2000 trong album nhạc phim của Big Momma's House
- "Nhạc nền của Big Momma" (Da Brat, Destiny's Child & Vita) — 3:14

2000 trong S.D.E. của Cam'ron
- "Do It Again" (Cam'ron cùng Destiny's Child & Jimmy Jones) — 4:07

2000 trong one Voice của Sygnature (chỉ dành cho quảng bá)
- "Dance with Me" (Sygnature cùng Destiny's Child) — 3:39

2001
- "What's Goin' on" (Những nghệ sĩ phòng chống AIDS toàn thế giới) — 4:20

2001 trong 8 Days of Christmas (Phiên bản quốc tế) của Destiny's Child
- "Proud Family (Solange cùng Destiny's Child) — 2:17

### Nhạc phim và các album tuyển tập
1997: Album nhạc phim Men in Black: The Album
- "Killing Time" — 5:09

1998: Album tuyển tập NFL Jams (1998)
- "once a Fool" (cùng William Floyd) — 3:23

1998: Album nhạc phim Why Do Fools Fall in Love
- "Get on the Bus" (cùng Timbaland) — 4:44

1999: Album nhạc phim của The P.J.
- "No More Rainy Days" —

1999: Album nhạc phim của Life
- "Stimulate Me" (cùng Mocha) — 4:13

2000: His Woman, His Wife
- "Have Your Way" (Beyoncé và Kelly từ Destiny's Child) — 4:01

2000: Romeo Must Die
- "Perfect Man" — 3:47

2000: Big Momma's House
- "Nhạc nền của Big Momma" (Da Brat, Destiny's Child & Vita) — 3:14

2000: Albu nhạc phim của Charlie's Angels
- "Independent Women" (Part 1) — 3:41
- "Dot" —

2003: Album nhạc phim của The Fighting Temptations
- "I Know" —

2004: Album nhạc phim của The Proud Family
- "Proud Family (Solange cùng Destiny's Child) — 2:17

## Những bài hát phát hành không chính thức và những bản nhạc thu thử

### 1997-2000
- "Before I Let Go" — 4:28
- "Crazy Feelings" - 5:05 Missy Elliott cùng Destiny's Child
- "Forever Starts Today" — 5:01
- "I Try" — 4:11
- "Life Like This" — 4:40 Sản xuất bởi Rodney Jerkins
- "Like Dat" — 3:45
- "Never Had a Love like mine" — 4:14
- "Something For Me" — 4:21
- "You're The only one" (Bản thu thử) — 4:48

### 2001-2002
- "Spread a Little Love on Christmas Day" (Bản thu thử) — 3:28

### 2003-2005
- "Heart" — 2:40 Sản xuất bởi Scott Storch
- "Let's Do Us" — 3:39
- "Never Enough" — 3:45
- "Twirk" Sản xuất bởi Scott Storch